# Hạt Phủ doãn Tông tòa Kampong Cham
Hạt Phủ doãn Tông tòa Kampong Cham (tiếng Khmer: ភូមិភាគកំពង់ចាម; tiếng Latinh: Praefectura Apostolica Kampongchamensis) là một Hạt Phủ doãn Tông tòa của Giáo hội Công giáo Rôma tại Campuchia. Lãnh đạo đương nhiệm của Hạt Phủ doãn Tông tòa là Giám mục Phêrô Suon Hangly.

## Địa giới
Hạt Phủ doãn Tông tòa bao phủ diện tích 66,347 km2 ở phía đông Campuchia, bao gồm các tỉnh Kampong Cham, Kratié, Stung Treng, Ratanakiri, Mondulkiri, Svay Rieng, Tbong Khmum và Prey Veng. Hạt Phủ doãn Tông tòa được chia ra làm 28 giáo xứ, với tòa giám mục đặt tại thành phố Kampong Cham.

## Lịch sử
Hạt Phủ doãn Tông tòa được thành lập vào ngày 26/9/1968, khi Hạt Đại diện Tông tòa Campuchia (nay là Hạt Đại diện Tông tòa Phnôm Pênh) được tách ra làm ba.

## Phủ doãn Tông tòa
- André Lesouëf, M.E.P.: 26/9/1968 – 1997 (từ nhiệm)
  - Giuse Chhmar Salas † (3/5/1975 - 9/1977) (Giám quản Tông tòa sede plena)
  - Trống tòa (1997-2000)
- Antonysamy Susairaj, M.E.P.: 27/5/2000 – 25/7/2019 (từ nhiệm)
  - Trống tòa (2019-2022)[1]
- Phêrô Suon Hangly: bổ nhiệm ngày 15/7/2022

## Thống kê
Đến năm 2020, Hạt Phủ doãn Tông tòa có 3.045 giáo dân trên tổng dân số 3.634.750, chiếm 0,1%.
| Năm  | Dân số   | Dân số    | Dân số | Linh mục      | Linh mục       | Linh mục      | Linh mục                | Phó tế | Tu sĩ     | Tu sĩ    | Giáo xứ |
| Năm  | giáo dân | tổng cộng | %      | linh mục đoàn | linh mục triều | linh mục dòng | tỉ lệ giáo dân/linh mục | Phó tế | nam tu sĩ | nữ tu sĩ | Giáo xứ |
| ---- | -------- | --------- | ------ | ------------- | -------------- | ------------- | ----------------------- | ------ | --------- | -------- | ------- |
| 1970 | 18.820   | 2.036.582 | 0,9    | 14            | 3              | 11            | 1.344                   |        | 32        | 52       |         |
| 1974 | 4.000    | 2.000.000 | 0,2    | 1             |                | 1             | 4.000                   |        | 1         |          |         |
| 1999 | 3.200    | 3.800.500 | 0,1    | 5             | 1              | 4             | 640                     |        | 4         |          | 18      |
| 2000 | 3.300    | 4.100.000 | 0,1    | 5             | 1              | 4             | 660                     |        | 4         | 5        | 19      |
| 2001 | 3.400    | 4.100.000 | 0,1    | 5             | 1              | 4             | 680                     |        | 4         | 10       | 20      |
| 2002 | 3.460    | 4.200.000 | 0,1    | 7             | 1              | 6             | 494                     |        | 6         | 9        | 22      |
| 2003 | 3.500    | 4.300.000 | 0,1    | 9             | 1              | 8             | 388                     |        | 1         | 8        | 23      |
| 2004 | 3.700    | 4.400.000 | 0,1    | 9             | 1              | 8             | 411                     |        | 8         | 8        | 23      |
| 2010 | 3.600    | 5.400.000 | 0,1    | 13            | 1              | 12            | 276                     |        | 12        | 7        | 31      |
| 2014 | 3.000    | 5.771.000 | 0,1    | 12            | 1              | 11            | 250                     |        | 13        | 9        | 24      |
| 2017 | 3.000    | 5.763.685 | 0,1    | 14            | 3              | 11            | 214                     |        | 14        | 9        | 27      |
| 2020 | 3.045    | 5.734.750 | 0,1    | 11            | 3              | 8             | 276                     |        | 10        | 8        | 28      |